# Дом Луниных
До́м Лу́ниных — усадебный комплекс XIX века в стиле московский ампир, построенный по проекту архитектора Доменико Жилярди в 1814—1818 годах для дворянской семьи Луниных. Центральное здание представляет собой трёхэтажный дом, украшенный портиками, ризалитами и лепниной. Двухэтажные флигели соединены с главным корпусом двумя парадными коридорами, формируя два закрытых двора. В 1821 году из-за финансовых проблем Лунины продали здание Коммерческому банку, занимавшему усадьбу вплоть до революции 1917 года. С 1970-го в здании располагается экспозиция Государственного музея Востока.

## История
Владельцем усадьбы являлся генерал-лейтенант Пётр Лунин, посвятивший свою жизнь военной карьере. В 1802 году он приобрёл бывший дом семьи Путятиных, возведённый в 1787 году по проекту архитектора Елизвоя Назарова. На начало XIX века здание представляло собой классическую усадебную композицию, включающую в себя главный корпус, флигель и отдельные постройки во дворе.
Во время пожара 1812 года здания сильно пострадали, поэтому семья Луниных была вынуждена масштабно реконструировать помещения. Перестройка усадьбы началась в 1814 году под руководством архитектора Доменико Жилярди, известного своими проектами по возведению зданий в стиле московский ампир. В течение последующих четырёх лет главный корпусы был объёмно расширен, новый фасад выходил на Никитский бульвар, справа возвели двухэтажный флигель с шестиколонным портиком, а слева — одноэтажный служебный корпус. На высоте цоколя двухэтажный флигель украшал ионический портик, а между колоннами был помещён барельеф на тему победы в Отечественной войне 1812 года. На фасаде также располагались тридцать два изображения из древнегреческой мифологии, в том числе и лира. Украшения дома были посвящены дочери Петра Лунина — оперной певице Екатерине Риччи.
Дом Луниных стал одним из символов послепожарной Москвы. Комиссия о строении Москвы — организация, созданная для устранения результатов пожара, — даже отметила усадьбу как один из новых архитектурных эталонов середины XIX века.
Из-за финансовых трудностей в 1821 году семья Луниных была вынуждена продать главный корпус Коммерческому банку, а сама переселилась во флигель. После смерти Петра Лунина в 1822 году вдова Евдокия Лунина продала банку оставшиеся здания усадебного комплекса. По факту продажи комплекса Жилярди пришлось изменить проект постройки и придать дому черты общественного назначения: в главном здании был организован парадный вход, что было нетипично для усадебных построек того времени. Колоннаду оформили в горизонтальной неглубокой лоджии с ажурным балконом, служащим также навесом подъезда. В 1860-м Коммерческий банк был преобразован в Государственный банк, просуществовавший вплоть до революции 1917 года.
После революции в усадьбе располагались государственные учреждения. В 1970 году здание перешло во владение Музею Востока. В ходе реставрации, проводившейся вплоть до 1984 года, была восстановлена внутренняя отделка, отремонтированы коммуникации, а также реконструирована лепнина, росписи стен и плафонов.